# Vicenç Pagès i Jordà
Vicenç Pagès i Jordà (Figueres, 14 december 1963 – Torroella de Montgrí, 27 augustus 2022) was een Catalaanse schrijver en hoogleraar.

## Loopbaan
Hij debuteerde in 1989 met het korte verhaal La febre groga (De gele koorts) en daarop volgde in 1990 de verhalenbundel Cercles d'infinites combinacions (Kringen van oneindige combinaties), die bekroond werd met de prijs van de stad Palma. Zijn eerste grote werk El món d'Horaci (De wereld van Horatius) houdt het midden tussen fictie en creatief essay. Van 2010 tot 2011 was hij ook columnist bij de krant Avui.
Hij was hoogleraar talen en esthetiek aan de Universitat Ramon Llull, een particuliere universiteit in Barcelona.
Tot zijn bekendste werken behoort Dies de frontera (2013) (Grensdagen), bekroond met de Premi Sant Jordi de novel·la. Ofschoon het boek zich afspeelt in La Jonquera op de grens met Frankrijk, gaat het niet over staatsgrenzen, maar wel over de “onoverschrijdbare grens voor iemand die gedwongen is voortdurend in [materiële] onzekerheid te leven”. Het gaat over de generatie na dertig jaar zonder vaste baan en inkomen voor wie de enige zekerheid de onbestendigheid is, een situatie die een grote invloed heeft op de relaties met familie en partner. De roman speelt zich af in de minder idyllische kant van de Empordà: een grijze grensstad met zijn typische fauna van dagjesmensen op winkeltrip voor de goedkope tabak en alcohol, van hoeren en andere grensgangers.
Vicenç Pagès i Jordà overleed in 2022 in zijn woonplaats Torroella de Montgrí op 58-jarige leeftijd aan kanker.

## Enkele werken

### Proza
- El món d'Horaci (1995) (De wereld van Horatius)
- Carta a la reina d'Anglaterra (1997) (Brief aan de koningin van Engeland)
- Els jugadors de whist (2009) (De Whistspelers)
- Dies de frontera (2013) (Grensdagen)

### Essay
- Grandeses i misèries dels premis literaris (1991)
- Un tramvia anomenat text
- El plaer en l’aprenentatge de l’escriptura (1998)
- De Robinson Crusoe a Peter Pan, un cànon de literatura juvenil (2006)

## Erkenning
- Premi Ciutat de Palma voor Cercles d'infinits combinacions (1990)
- Premi Mercè Rodoreda de narrativa (2004) voor El poeta i altres contes (De dichter en andere verhalen)
- Premi Crexells (2010) voor Els jugadors de whist
- De romanprijs Premi Sant Jordi de novel·la (2013)
- Premi Nacional de Cultura 2014.[7]

Enkele van zijn werken werden vertaald in het Duits, Engels, Spaans en Hongaars.
- Biblioteca Nacional de España: XX1087637
- Bibliothèque nationale de France: cb16544447d (data)
- Catàleg d'autoritats de noms i títols de Catalunya: 981058513855806706
- Gemeinsame Normdatei: 1047979233
- International Standard Name Identifier: 0000 0001 2121 3011
- Library of Congress Control Number: n96065749
- Istituto Centrale per il Catalogo Unico: CAGV445306
- Système universitaire de documentation: 095991344
- Virtual International Authority File: 14037960
- WorldCat: E39PBJhmMG8vqTjBmWgv8x3qQq